# Zealochus postfurcalis
Zealochus postfurcalis là một loài tò vò trong họ Ichneumonidae.